# Bolbomyia melanderi
Bolbomyia melanderi är en tvåvingeart som beskrevs av Chillcott 1963. Bolbomyia melanderi ingår i släktet Bolbomyia och familjen Bolbomyiidae. Inga underarter finns listade i Catalogue of Life.